# Zehout
Zehout (en hébreu: זֶהוּת, lit. Identité) est un parti politique israélien, d'extrême droite, et anti-palestinien, fondé en 2015 par Moshe Feiglin, ancien vice-président de la Knesset et membre du Likoud.  Son programme est axé sur l'annexion de la Cisjordanie - territoire palestinien occupé - et l'expulsion de ses habitants, la promotion de l'identité juive, et la promotion de la liberté économique. En outre, Zehout a fait de la légalisation du cannabis une condition préalable à l'adhésion à toute coalition gouvernementale après les élections législatives de 2019.

## Historique
L'origine de Zehout peut être trouvée dans la faction Manhigut Yehudit (Leadership Juif) actif au sein du Likoud, faction créée en 1995 par Moshe Feiglin, dans le but d'accéder à la direction du pays par l'intermédiaire du parti du Likoud.
En 2015, Feiglin a quitté le Likoud pour former Zehout. Le parti a été officiellement enregistré en 2015,.
Bien que le parti n'a jamais été répertorié  sur un sondage par les médias à ce jour, un sondage interne suggère que le parti pourrait obtenir jusqu'à 12 mandats. L'échantillon de  Zehout a également montré que 45% des membres se considèrent comme traditionnels, et 26% se considèrent laïque.
En 2017, Zehout a tenu sa première assemblée, qui a réuni plus de 2 000 personnes au Hangar 11 dans le Port de Tel Aviv.
Le parti ne s'est pas présenté aux Élections législatives israéliennes de 2020 ni aux Élections législatives israéliennes de 2021.
En juillet 2021, Moshe Feiglin a annoncé qu'il rejoignait à nouveau le Likoud.
En janvier 2024, Feiglin a quitté le Likoud et a rétabli le parti.

## Programme
Le parti met en avant son projet de légalisation du cannabis afin de séduire une partie de la jeunesse israélienne. Le cœur de l'idéologie du parti est cependant l'annexion du territoire palestinien de Cisjordanie et la déportation de ses habitants vers la Jordanie et d'autres pays.
La plate-forme du parti de comprenait les revendications suivantes:
- L'opposition à la contrainte de toutes sortes : religieux, anti-religieux, économique, culturelle ou éducative.
- Un gouvernement maigre ainsi que la minimisation de l'intervention de l'Etat dans la vie et à la liberté des citoyens.
- La réforme de l'éducation en Israël par l'intermédiaire d'un système de coupons[20].
- Réduction du prix des logements, par le biais de la privatisation des terres, la fin de la planification et des comités de construction, et une colonisation accrue en Cisjordanie.
- Une transition graduelle vers une armée professionnelle de volontaires.
- Application de la pleine « souveraineté israélienne » à toutes les parties de la « Terre d'Israël ».
  - En Cisjordanie : Annulation des accords d'Oslo.
  - Dans la bande de Gaza : toute attaque du Hamas contre Israël doit faire l'objet d'une reconquête complète de Gaza.
- Légalisation progressive du cannabis, basé sur le modèle employé dans le Colorado et autres états des États-Unis[21].
- Abolir la base de données biométrique, qui selon le parti porte atteinte au droit à la vie privée.
- Mettre fin à toute l'aide américaine à Israël, car elle porte atteinte à son indépendance économique et à sa liberté commerciale.
- Réformer le système judiciaire en le divisant en un droit civil et un autre en Halakha (loi juive), cette dernière ne peut exercer  juridiction que sur les individus qui ont donné leur consentement.
- Protection de la liberté d'expression et des médias et suppression des licences de radiodiffusion obligatoires.
- Protection du droit de détenir et de porter les armes et extension à tous les citoyens (pas seulement les ex-soldats) sans passé violent ou certaines limitations physiques ou mentales.

## Résultats électoraux
| Année | %   | Voix    | Sièges  | Rang |
| ----- | --- | ------- | ------- | ---- |
| 2019  | 2,7 | 117 969 | 0 / 120 | 13e  |

## Dirigeants

### Présidents
- Moshe Feiglin (2015-2021, 2024-)

### Autres membres notables
- Haïm Amsalem, militant pour la liberté de religion et ancien député de Shas
- Shmouel Sackett, dirigé le mouvement Zo Artzeinu aux côtés de Moshe Feiglin en 1995